# Vânătoare de vulpi

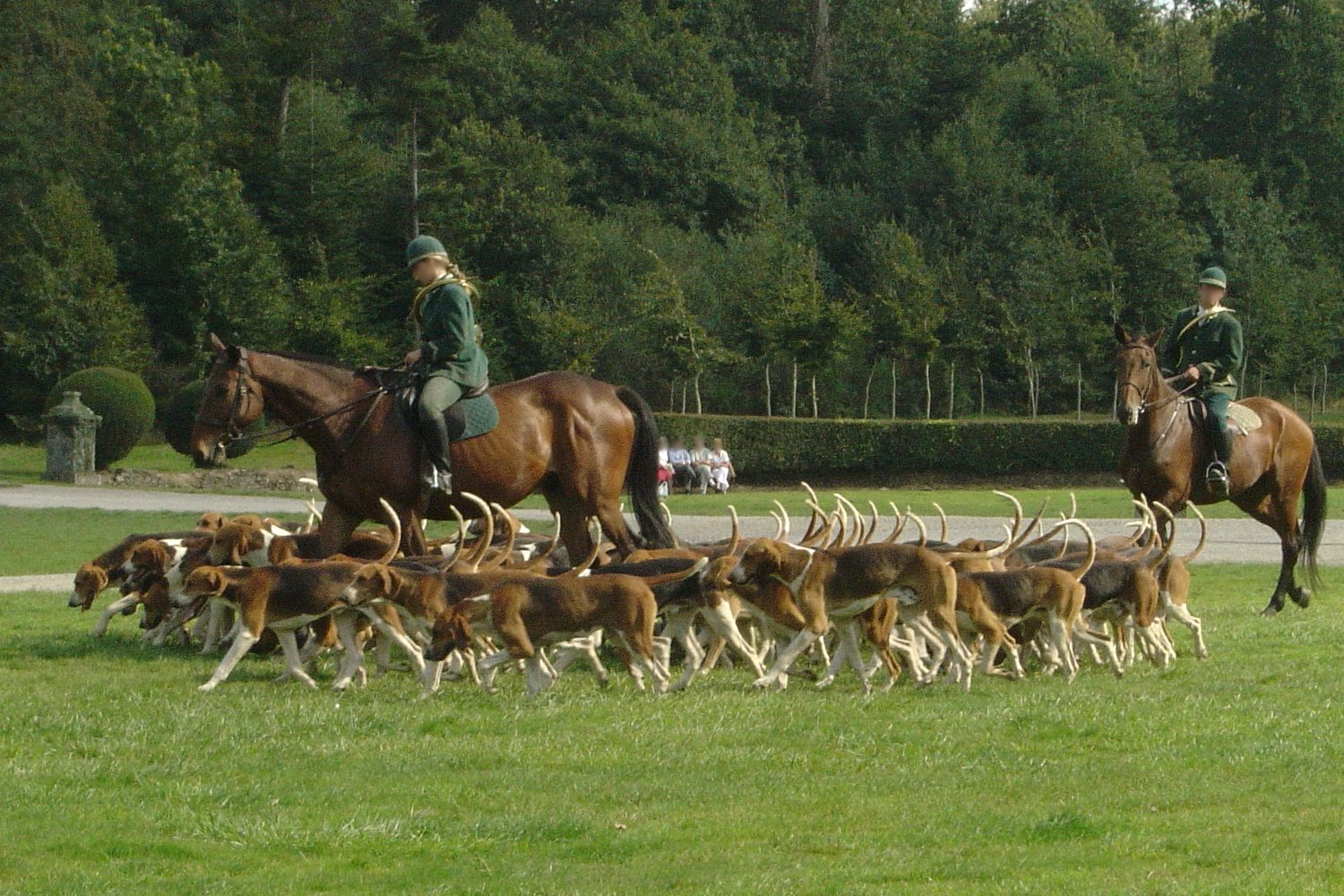

Vânătoarea călare (ca formă de existență) este una dintre cele mai vechi activități din domeniul ecvestru. În trecut s-a practicat cu ajutorul carelor trase de cai, călare pe cai sau cămile, în funcție de locația geografică și perioada din istoria omenirii. Multe dintre țările influențate de civilizația greacă și romană au tradiție în vânătoarea călare, cu câini. Țările arabe și cele din Nordul Africii au tradiție în vânătoarea călare cu câini sau păsări de pradă. 
La origine cu siguranță că a stat necesitatea de a vâna animale pentru hrană folosind caii și ajutându-se de câini sau șoimi. Dacă în unele zone ale lumii vânătoarea călare încă se practică și astăzi din necesitate, în lumea modernă a Europei și ulterior a Americii a devenit în timp doar un sport ecvestru în care se combină călăria cu vânătoarea de animale mici (vulpi) sau mari (cerbi).
Cele mai vechi scrieri despre vânătoarea călare cu câini din Anglia datează din anii 1534, când fermierii au încercat să mențină sub control populația de vulpi din zona rurală. Primele grupe de călăreți care erau pregătiți special pentru vânătoarea călare folosind câinii au apărut în jurul anului 1600 în comitatul englez Yorkshire.
Majoritatea țărilor din Europa organizau periodic la curțile regale și în diverse ținuturi evenimente de vânătoare călare mai mult sau mai puțin fastuoase. Evenimentele de vânătoare călare erau alături de alte jocuri de societate prilej de socializare pentru nobilime.
În Germania vânătoarea călare cu câini a fost populară până când la data de 3 iulie 1934 din ordinul lui Göring și a partidului nazist aceasta a fost interzis, lăsând nobilimea țării într-o stare profundă de nemulțumire. Ulterior legea s-a extins și asupra Austriei.
În SUA englezul Robert Brooke a fost primul care a importat în America și apoi folosit în anii 1650 în Maryland cai și câini pentru vânătoarea călare la vulpi. Tot în această perioadă au fost introduse în SUA vulpile roșii din Europa. Primul eveniment de vânătoare organizat pentru un grup de călăreți a fost inițiat de Thomas Lord de Fairfax în anul 1747. 

### În prezent
În Anglia vânătoarea călare la vulpi și cerbi este interzisă complet din anul 2004, când a fost respinsă propunerea de a autoriza această formă doar sub stricte condiții. Scoția care are un Parlament propriu a interzis vânătoarea călare încă din anul 2002. În Irlanda de Nord încă nu există o lege în acest sens.
După ce vânătoarea călare folosind câini a fost interzisă, cluburile au adoptat noi metode pentru a putea desfășura evenimentele folosind metode care excludeau vânarea unui animal sălbatic. Un impact pozitiv al acestei legi este fără îndoială creșterea numărului de membrii în cadrul cluburilor de vânătoare călare, mai ales cu tineri călăreți pe care îi interesează mai mult cursa călare în sine și trecerea obstacolelor cu bine. În timpul unei zile speciale pentru Anglia (ziua boxului) în anul 2006, pe cuprinsul țării au participat la evenimente de cros organizate de cluburile de vânătoare călare peste 320 000 de călăreți.
În SUA o diferență esențială este dată de politica cluburilor de vânătoare călare, astfel că nu este vorba de omorârea animalului vânat, ci mai mult de urmărirea lui, astfel că odată ce animalul s-a ascuns în pământ este lăsat în pace și se trece la căutarea unui alt exemplar. În acest fel pot trece ani de zile în care numeroasele evenimente de vânătoare călare să nu producă nicio victimă. Pe teritoriul Americii de Nord existau în anul 2007 (conform registrulului Masters of Foxhounds Association of North America) circa 171 de cluburi de vânătoare călare înregistrate în USA și Canada.
În prezent se mai practică vânătoarea călare în următoarele țări: Australia, Canada, SUA, Franța, India, Irlanda, Rusia, Noua Zeelandă. În alte țări vânătoarea este oarecum interzisă (!) precum în Spania, Belgia, Germania, Suedia, Danemarca, Finlanda, Norvegia. Există însă și numeroase țări în care vânătoarea călare nu se practica până în urmă cu câțiva ani, iar acum noile cluburi adoptă din start o politică prin care este sau nu este acceptată participarea câinilor de vânătoare, dar este fără îndoială interzisă vânarea efectivă a unui animal sălbatic. 
Drag Hunting este o nouă tehnică de vânătoare preluată de cluburile de vânătoare călare prin care o urmă de miros este “trasată” pentru a fi preluată de câini de vânătoare și a conduce grupul de călăreți de la start până la sosire, pe tot parcursul cursei. Nu este vânat un animal sălbatic. Există deci două forme pe care cluburile de vânătoare călare le pot lua în considerare în funcție de legislație, de dorința membrilor clubului, de condițiile geografice, de floră și faună.

### 1. Forma tradițională (încă menținută de unele cluburi):
Vânătoarea călare presupune urmărirea călare cu ajutorul câinilor de vânătoare și vânarea unui animal sălbatic de talie mică sau mare. Trebuie să spunem că, în comparație cu vânătoarea organizată de Asociațiile “Sportive” de Vânătoare unde se omoară zeci de animale într-o singură zi (păsări, animale mici și animale mari), într-o astfel de cursă sunt urmărite unul sau maxim două exemplare. Scopul vânătorii nu este neapărat omorârea animalelor urmărite, ci mai degrabă cursa călare în grup, pe un traseu dificil, parcurs în galop, presărat cu obstacole naturale și artificiale (garduri și porți care delimitează proprietăți private).
Prezentarea cailor de hunting în cadrul unui show în care participanții sunt îmbrăcați în ținută tradițională de călărie și prezintă caii după reguli stabilite de organizația din care fac parte. Scopul acestor evenimente de show este dovedirea capacităților unui călăreț și a calului său, stimularea crescătorilor de cai pentru hunting, recunoașterea calității exemplarelor de cabaline pentru reproducție, estimarea valorii cailor pentru viitoarele tranzacții între crescători și potențialii cumpărători.
Articolele din jurul anilor 1900 explicau cât de serios era privit un astfel de eveniment; alegerea cailor, întreținerea lor corectă, pregătirea lor pentru a face față parcursurilor grele, cosmetizarea cailor (tunderea părului de pe corp, a coamei și a cozii, etc), alegerea echipamentului, dar și normele de conduită ce trebuiau respectate întocmai de participanții la eveniment.
În societatea modernă se mențin cluburile clasice de vânătoare călare, mai ales cluburile de vânătoare de vulpi, care încă organizează evenimente de vânătoare, chiar dacă întâmpină opoziția tot mai puternică a societăților de protecția animalelor. 

### 2. Formele moderne (principalele forme):
Prezentarea cailor de hunting în cadrul unui show în care participanții sunt îmbrăcați în ținută tradițională de călărie și prezintă caii după reguli stabilite de organizația din care fac parte. Scopul acestor evenimente de show este dovedirea capacităților unui călăreț și a calului sau, stimularea crescătorilor de cai pentru hunting, recunoașterea calității exemplarelor de cabaline pentru reproducție, estimarea valorii cailor pentru viitoarele tranzacții între crescători și potențialii cumpărători. Cursa de hunting organizată sub forma unei întreceri formale, fiind mai mult o cursă în grup, pe un traseu dinainte stabilit și marcat sau din contră urmărind un călăreț (numit și “iepure”) care arată drumul și stabilește ritmul. Diverse variații ale acestei forme și a “vânatului” pot apărea în funcție de organizare. Proba de cros de tip sportiv este o probă cu obstacole naturale și artificiale presărate pe un traseu marcat. Călăreții pot parcurge traseul în grup sau pe rând, călărind contra cronometru sau pe un traseu cu zone de ritm impus. 
Programul unui astfel de eveniment modern este în prezent tot mai diversificat pentru a determina participarea cât mai multor călăreți. 
Programul unui eveniment de societate stabilit pentru România de către HGR trebuie să țină cont în primul rând de faptul că numărul de călăreți dintr-o anumită zonă care pot participa la un astfel de eveniment este foarte mic, fiind necesară participarea călăreților aflați la o distanță relativ mare, motiv pentru care un astfel de eveniment este împărțit pe parcursul a două zile, având în program atât probe sportive care să satisfacă plăcerea de a urmări performanța în sportul ecvestru, cât și probe de societate care să asigure participare tuturor călăreților.
· Probe sportive: sunt alese pentru a diversifica programul, a produce spectacol de calitate și interes pentru evenimentele de societate.
- Sărituri obstacole: concursuri pe parcurs în teren închis cu obstacole rustice
- Dresaj clasic: program de dresaj clasic - freestyle
- Curse de tip cros: pe traseu marcat, cu obstacole naturale/artificiale

· Probe de societate: sunt programate de obicei în următoarele zile ale unui eveniment de societate:
- Curse de tip Enduro - Cross Country OPEN pe trasee marcate/nemarcate, cu obstacole naturale/artificiale și ritm impus de conducătorul grupului călare. Sunt curse care permit tuturor participanților să parcurgă cu bine traseul datorită faptului că pentru fiecare obstacol există și varianta ocolirii sale. În aceste curse pot participa călăreți de orice vârstă și pregătire.

- Curse de tip Enduro - Cross Country HUNTERS cursa cu “iepure” (de fapt este un călăreț marcat care stabilește traseul și ritmul cursei). Aceste curse sunt special create pentru călăreții experimentați care pot urma un traseu în viteză peste obstacole naturale și artificiale (garduri, etc).

- Hunting Show - SHOW HUNTERS: un eveniment în care pe diferite clase (care definesc stilul) sunt prezentați și arbitrați caii și călăreții. Clasele acceptate de HG România sunt:

ENGLISH SHOW 1. English Showmanship 2. English Pleasure 3. Hunt Seat Equitation (Flat) 4. Hunter Hack 5. Hunt Seat Equitation (Over Fences) 6. Working Hunter 7. Romanian Traditional Costumes  8. English Halter Show